# Вязовский сельсовет (Уренский район)
Вязовский сельсовет — сельское поселение в Уренском районе Нижегородской области.
Административный центр — деревня Вязовая.

## История
Статус и границы сельского поселения установлены Законом Нижегородской области от 15 июня 2004 года № 60-З «О наделении муниципальных образований — городов, рабочих посёлков и сельсоветов Нижегородской области статусом городского, сельского поселения».

## Население
| 2002 | 2010 | 2012 | 2013 | 2014 | 2015 | 2016 |
| ---- | ---- | ---- | ---- | ---- | ---- | ---- |
| 763  | ↘565 | ↘530 | ↘524 | ↘510 | ↘488 | ↘471 |
| 2017 | 2018 | 2019 | 2020 |      |      |      |
| ↘465 | ↘439 | ↘430 | ↘413 |      |      |      |

## Состав сельского поселения
| № | Населённый пункт | Тип населённого пункта          | Население |
| - | ---------------- | ------------------------------- | --------- |
| 1 | Вязовая          | деревня, административный центр | ↘268      |
| 2 | Девушкино        | деревня                         | ↘46       |
| 3 | Копылиха         | деревня                         | ↘48       |
| 4 | Липовка          | деревня                         | ↘0        |
| 5 | Семеново-Шурань  | деревня                         | ↘2        |
| 6 | Щелочиха         | деревня                         | ↘201      |